# Pepillo II
José García Castro, conocido futbolísticamente como Pepillo II (Melilla, España, 10 de junio de 1934 - Málaga 2003), fue un futbolista español. Jugaba de delantero y su primer equipo en Primera División fue el Sevilla FC.
También era conocido como Pepillo II, para diferenciarlo del que también fuera jugador del Sevilla FC entre 1939 y 1945 José Díaz Payán, también conocido como Pepillo.

## Trayectoria
Se incorporó a las filas del Sevilla FC en la temporada 1953-54, permaneciendo en este equipo 6 temporadas. Con el Sevilla consiguió el subcampeonato de la Liga la temporada 1956-57 y el de Copa en 1955. Ganó tres trofeos Carranza consecutivos, en 1955, 1956 y 1957, y el Trofeo Teresa Herrera en 1954; también disputó la Copa de Europa de 1958.
En 1959 fue contratado por el Real Madrid. Anotó 5 goles en un mismo partido, en el 11-2 que consiguió el R. Madrid frente al Elche CF en la temporada 1959-60.

## Clubes
| Club        | País      | Año       | Partidos | Goles |
| ----------- | --------- | --------- | -------- | ----- |
| Sevilla     | España    | 1953-1959 | 102      | 42    |
| Real Madrid | España    | 1959-1962 | 22       | 18    |
| River Plate | Argentina | 1961-1961 | 18       | 7     |
| Mallorca    | España    | 1962-1963 | 26       | 11    |
| Málaga      | España    | 1965-1966 | 65       | 7     |